# 受体酪氨酸激酶样孤儿受体
受体酪氨酸激酶样孤儿受体（英語：receptor tyrosine kinase-like orphan receptors，RORs）是分子生物学中的一个受体酪氨酸激酶家族，在调控骨骼与神经的发育，细胞迁移与細胞極性中有重要作用。ROR蛋白还能与Wnt配体螯合来调节Wnt信号通路。